# Liste der Biografien/Hanu
Liste der Biografien |
Portal Biografien |
Personensuche
# |
A |
B |
C |
D |
E |
F |
G |
H |
I |
J |
K |
L |
M |
N |
O |
P |
Q |
R |
S |
T |
U |
V |
W |
X |
Y |
Z |
?
 
Ha |
Hd |
He |
Hi |
Hj |
Hk |
Hl |
Hm |
Hn |
Ho |
Hr |
Hs |
Ht |
Hu |
Hv |
Hw |
Hy
 
Haa |
Hab |
Hac |
Had |
Hae–Haf |
Hag |
Hah |
Hai |
Haj |
Hak |
Hal |
Ham |
Han |
Hao |
Hap |
Haq |
Har |
Has |
Hat |
Hau |
Hav |
Haw |
Hax |
Hay |
Haz
 
Hana |
Hanb |
Hanc |
Hand |
Hane |
Hanf |
Hang |
Hanh |
Hani |
Hanj |
Hank |
Hanl |
Hanm |
Hann |
Hano |
Hanp |
Hanq |
Hanr |
Hans |
Hant |
Hanu |
Hanv |
Hanw |
Hanx |
Hany |
Hanz
Die Liste der Biografien führt alle Personen auf, die in der deutschsprachigen Wikipedia einen Artikel haben. Dieses ist eine Teilliste mit 41 Einträgen von Personen, deren Namen mit den Buchstaben „Hanu“ beginnt.

## Hanu

### Hanuk
- Hanuka, Asaf (* 1974), israelischer Illustrator und Comiczeichner

### Hanul
- Hanuliaková, Jana (* 1980), slowakische Unternehmerin und Politikerin
- Hanuljaková, Helena, slowakische Deutschlehrerin und Verbandsfunktionärin im Bildungssektor

### Hanum
- Hanum, Djavidan (1877–1968), österreichisch-ungarische Schriftstellerin und Malerin
- Hanumankind (* 1992), indischer Rapper
- Hanumanthaiah, K. (1908–1980), indischer Politiker

### Hanus
- Hanus, Dirk (* 1962), deutscher Fotograf
- Hanus, Emmerich (1879–1956), österreichischer Spielfilmregisseur, Schauspieler, Drehbuchautor und Produzent sowohl zur Zeit des Stumm- als auch des Tonfilms
- Hanus, František (1916–1991), tschechischer Schauspieler und Theaterregisseur
- Hanus, Heinz (1882–1972), österreichischer Spielfilmregisseur, Drehbuchautor und Schauspieler
- Hanuš, Ignác Jan (1812–1869), tschechischer Slawist und philosophischer Schriftsteller
- Hanuš, Jan (1915–2004), tschechischer Komponist
- Hanuš, Jan (* 1988), tschechischer Fußballtorhüter
- Hanus, Jerome (* 1940), US-amerikanischer Ordensgeistlicher, Alterzbischof von Dubuque
- Hanus, Karl (1927–2013), deutscher Architekt
- Hanus, Lia, deutsche Sopranistin
- Hanuš, Václav (1910–1991), tschechoslowakischer Kameramann
- Hanusch, Ferdinand (1866–1923), österreichischer Politiker (SDAP), Abgeordneter zum NationalratFerdinand Hanusch (1866–1923)

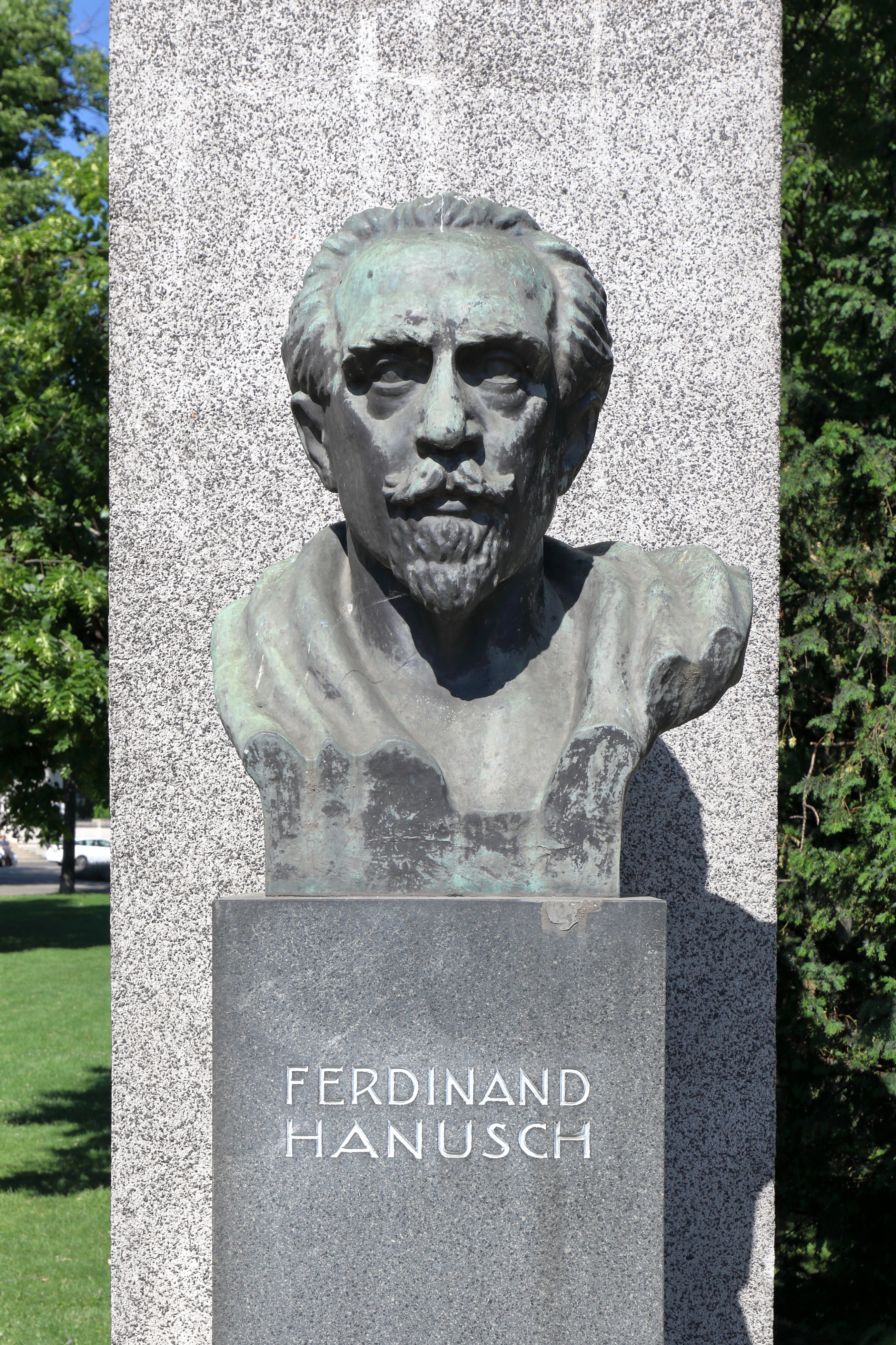
Ferdinand Hanusch (1866–1923)

- Hanusch, Hannah (* 1997), österreichische Triathletin
- Hanusch, Helmut (1947–2024), österreichischer Medienmanager und Verleger
- Hanusch, Julie (1878–1949), Textilkünstlerin und Ehefrau von Karl Hanusch
- Hanusch, Karl (1881–1969), deutscher Maler und Grafiker
- Hanusch, Margarete (1904–1993), österreichische Bildhauerin und Kunsterzieherin
- Hanusch, Roland (1940–2021), deutscher Heimatforscher
- Hanusch, Siegfried (1942–2009), deutscher Hörspiel- und Featureautor
- Hanusch, Steve (* 1990), deutscher Eishockeyspieler
- Hanusch, Torsten (* 1967), deutscher Eishockeyspieler
- Hanusch, Walter (* 1934), deutscher Bildhauer, Objektkünstler, Zeichner und Druckgraphiker
- Hanuschak, Ben (* 1930), kanadischer Politiker (Manitoba)
- Hanuschek, Sven (* 1964), deutscher Literaturwissenschaftler, Publizist und Hochschullehrer
- Hanuschke, Bruno (1892–1922), Flugpionier und Flugzeugkonstrukteur
- Hanushek, Eric (* 1943), US-amerikanischer Ökonom
- Hanushek, Megan (* 1971), US-amerikanische Fußballspielerin
- Hanushevsky, Janko (* 1978), österreichischer E-Bassist und Radioautor/-regisseur
- Hanushevsky, Stefko (* 1980), österreichischer Schauspieler und Sprecher
- Hanusik, Zygmunt (1945–2021), polnischer Radrennfahrer
- Hanusrichter, Birte (* 1979), deutsche Schauspielerin
- Hanussen, Erik Jan (1889–1933), österreichischer ZauberkünstlerErik Jan Hanussen (1889–1933)

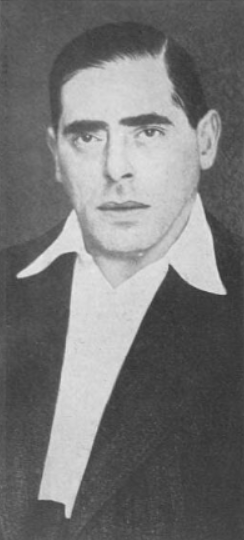
Erik Jan Hanussen (1889–1933)

- Hanusz, Egon (* 1997), ungarischer Handballspieler
- Hanuszczak, Jędrzej (* 2008), polnischer Fußballspieler
- Hanuszkiewicz, Adam (1924–2011), polnischer Schauspieler und Theaterregisseur